# 共和乡 (峨边县)
共和乡，是中华人民共和国四川省乐山市峨边彝族自治县曾经下辖的一个乡。2020年5月，撤销红花乡、共和乡，将原红花乡和原共和乡所属行政区域划归沙坪镇管辖。

## 行政区划
共和乡撤销前下辖以下地区：
江峨村、双峨村、白果村、赵山村和红旗村。